# Skulpturenweg Katarina Bangata
Der Skulpturenweg Katarina Bangata (schwed.: Konstverk längs Katarina Bangata) befindet sich entlang der Straße Katarina Bangata in Stockholm, Schweden. Die Straße gehört zum Stadtbezirk Södermalm. Hier ging Greta Garbo in ihren jungen Jahren zum Schulunterricht in die Katarina Södra Skola.

## Kunstwerke
Acht Kunstwerke sind entlang des Weges von Götgatan bis zum Greta Garbos Torg („Greta-Garbo-Platz“) aufgestellt:
- Staënde figur von Rune Rydelius
- Jannica och dockvagnen von Gunnel Friberg
- Vi ses vid målet von Olle Adrin
- Greta Garbo von Tomas Qvarsebo
- Lilla elefanten drömmer von Torsten Renqvist
- Vinterfågel von Göran Lange
- Sophie von Asa Hellstrom
- Stilleben von Eugen Krajcik

## Fotogalerie

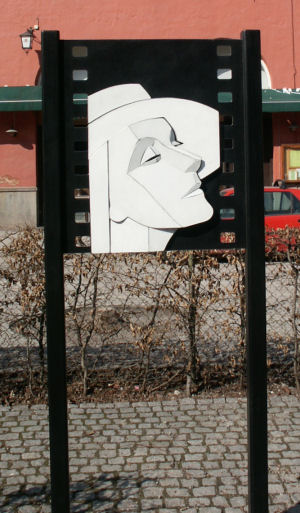
Greta Garbo Memorial
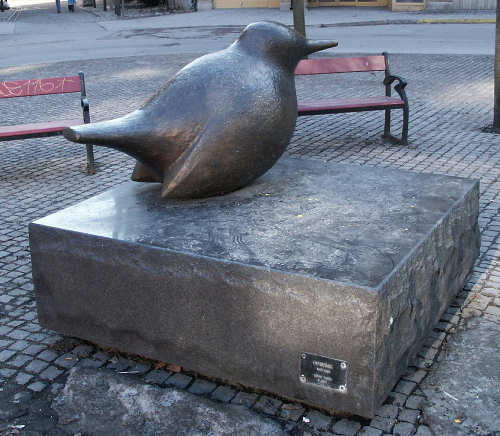
Vinterfågel
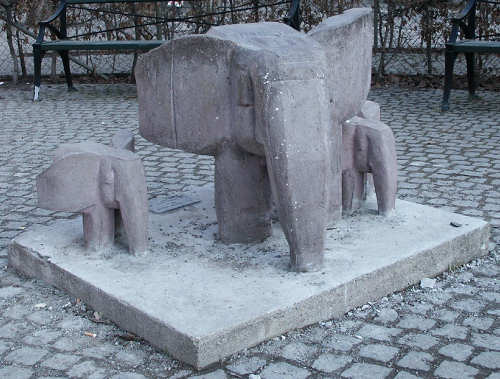
Lilla Elefanten Drömmer
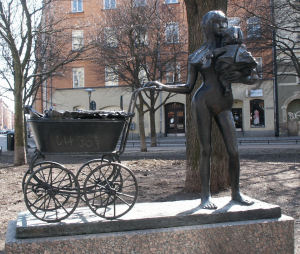
Jannica och Dockvagnen